# José Basanta
José María Basanta (Tres Sargentos, 3 de abril de 1984) es un exfutbolista argentino que jugaba como defensa central y su último equipo fue el Monterrey de la Primera División de México. Es el futbolista con más trofeos en la historia del Monterrey, con 8 títulos. Fue internacional con la Selección Argentina en la que fue subcampeón del mundo en Brasil 2014.
José María es primo de los también futbolistas Gonzalo y Mariano Pavone.

## Trayectoria

### Inicios con Estudiantes LP
Comenzó su carrera profesional en el club Estudiantes de La Plata en el 2003. Tiempo después fue adquirido por el Club Olimpo de Bahía Blanca de la División B Nacional en el 2006. Formó parte del equipo que logró el ascenso automático a la máxima categoría del fútbol argentino, ganando los torneos Apertura y Clausura. Volvió a Estudiantes en el 2007.

### CF Monterrey
Participó en la Copa Libertadores 2008 con Estudiantes de La Plata, donde luego de su destacada participación fue fichado por el CF Monterrey, por petición expresa del DT argentino Ricardo La Volpe.
Su solidez y liderazgo en la defensiva albiazul lo han colocado como un favorito de la hinchada y uno de los jugadores más importantes en la historia  del Monterrey, club donde bajo el mandato del técnico mexicano Víctor Manuel Vucetich y otros técnicos ha ganado 3 títulos de Liga MX (Apertura 2009, Apertura 2010 y  Apertura 2019), tetracampeón histórico de la Liga de Campeones de la Concacaf (2010-11, 2011-12, 2012-13 y 2019), una Copa MX en 2017, un torneo InterLiga, y dos terceros lugares en la Copa Mundial de Clubes de la FIFA (2012 y 2019).
Tras la salida del equipo de Luis Ernesto Pérez al Club Guadalajara se convirtió en el capitán del cuadro regiomontano, condecoración que ha sabido portar dentro y fuera de la cancha. Mexicano por naturalización, el jugador se ha adaptado al equipo y a la ciudad de gran manera.
Durante su larga y fructífera carrera en la Liga MX jugando para el Monterrey ha sido galardonado con el trofeo de Mejor Defensa Central de la Liga en dos ocasiones, en el torneo Apertura 2010 y Clausura 2012.

### ACF Fiorentina
Tras 6 años en México y luego de su actuación en el Mundial de Brasil 2014, donde fue subcampeón con la selección Argentina, los italianos de la Fiorentina pagaron los 3.500.000 dólares de la cláusula de rescisión del defensor, desembarcando así a los 30 años en el fútbol europeo.

## Selección nacional
Basanta fue convocado por primera vez para formar parte de la selección de su país bajo el mandato de Alejandro Sabella. Con la escuadra albiceleste disputó las eliminatorias y el mundial de Brasil 2014.
El 2 de junio de 2014, 10 días antes del comienzo de la Copa Mundial de Fútbol de 2014, se confirma su presencia para ser uno de los 23 jugadores en representar a Argentina.
| Selección | Año   | Amistoso | Amistoso | Eliminatorias | Eliminatorias | Mundial | Mundial | Total | Total |
| Selección | Año   | PJ       | G        | PJ            | G             | PJ      | G       | PJ    | G     |
| --------- | ----- | -------- | -------- | ------------- | ------------- | ------- | ------- | ----- | ----- |
| Argentina | 2013  | 3        | 0        | 4             | 0             | -       | -       | 7     | 0     |
| Argentina | 2014  | 3        | 0        | -             | -             | 2       | 0       | 5     | 0     |
| Total     | Total | 6        | 0        | 4             | 0             | 2       | 0       | 12    | 0     |

### Participaciones en Copas del Mundo
| Mundial           | Sede   | Resultado  | Partidos | Goles |
| ----------------- | ------ | ---------- | -------- | ----- |
| Copa Mundial 2014 | Brasil | Subcampeón | 3        | 0     |

### Participaciones en eliminatorias sudamericanas
| Eliminatorias     | País      | Resultado       | Partidos | Goles |
| ----------------- | --------- | --------------- | -------- | ----- |
| Eliminatoria 2014 | Argentina | 1.º Clasificado | 6        | 0     |

## Clubes

### Estadísticas
| Club                       | Temporada           | Liga  | Liga  | Copa Nacional | Copa Nacional | Copa Internacional | Copa Internacional | Total | Total |
| Club                       | Temporada           | Part. | Goles | Part.         | Goles         | Part.              | Goles              | Part. | Goles |
| -------------------------- | ------------------- | ----- | ----- | ------------- | ------------- | ------------------ | ------------------ | ----- | ----- |
| Estudiantes Argentina      | 2003/04             | 0     | 0     | -             | -             | -                  | -                  | 0     | 0     |
| Estudiantes Argentina      | 2004/05             | 2     | 0     | -             | -             | -                  | -                  | 2     | 0     |
| Estudiantes Argentina      | 2005/06             | 9     | 1     | -             | -             | 1                  | 0                  | 10    | 1     |
| Estudiantes Argentina      | Total               | 11    | 1     | -             | -             | 1                  | 0                  | 12    | 1     |
| Olimpo Argentina           | 2006/07             | 36    | 1     | -             | -             | -                  | -                  | 36    | 1     |
| Olimpo Argentina           | Total               | 36    | 1     | -             | -             | -                  | -                  | 36    | 1     |
| Estudiantes Argentina      | 2007/08             | 13    | 1     | -             | -             | 7                  | 0                  | 20    | 1     |
| Estudiantes Argentina      | Total               | 13    | 1     | -             | -             | 7                  | 0                  | 20    | 1     |
| · Monterrey · México       | 2008/09             | 36    | 1     | -             | -             | -                  | -                  | 36    | 1     |
| · Monterrey · México       | 2009/10             | 34    | 0     | 4             | 1             | -                  | -                  | 38    | 1     |
| · Monterrey · México       | 2010/11             | 39    | 3     | -             | -             | 12                 | 0                  | 51    | 3     |
| · Monterrey · México       | 2011/12             | 33    | 3     | -             | -             | 11                 | 0                  | 44    | 3     |
| · Monterrey · México       | 2012/13             | 37    | 0     | -             | -             | 10                 | 1                  | 47    | 1     |
| · Monterrey · México       | 2013/14             | 29    | 0     | 3             | 0             | 2                  | 1                  | 34    | 1     |
| · Monterrey · México       | 2015/16             | 34    | 2     | 1             | 0             | 0                  | 0                  | 35    | 2     |
| · Monterrey · México       | 2016/17             | 26    | 2     | -             | -             | 2                  | 0                  | 28    | 2     |
| · Monterrey · México       | 2017/18             | 35    | 1     | 5             | 0             | -                  | -                  | 40    | 1     |
| · Monterrey · México       | 2018/19             | 17    | 0     | 1             | 0             | -                  | -                  | 18    | 0     |
| · Monterrey · México       | Total               | 320   | 12    | 14            | 1             | 37                 | 2                  | 371   | 15    |
| A.C.F. Fiorentina · Italia | 2014/15             | 24    | 2     | 3             | 0             | 12                 | 2                  | 39    | 4     |
| A.C.F. Fiorentina · Italia | Total               | 24    | 2     | 3             | 0             | 12                 | 2                  | 39    | 4     |
| Total en su carrera        | Total en su carrera | 404   | 17    | 17            | 1             | 57                 | 4                  | 478   | 22    |

## Palmarés

### Campeonatos nacionales
| Título              | Club      | País      | Año  |
| ------------------- | --------- | --------- | ---- |
| Nacional B Apertura | Olimpo    | Argentina | 2006 |
| Nacional B Clausura | Olimpo    | Argentina | 2007 |
| Primera División    | Monterrey | México    | 2009 |
| InterLiga           | Monterrey | México    | 2010 |
| Primera División    | Monterrey | México    | 2010 |
| Copa MX             | Monterrey | México    | 2017 |
| Primera División    | Monterrey | México    | 2019 |
| Copa MX             | Monterrey | México    | 2020 |

### Campeonatos internacionales
| Título                  | Equipo    | País Sede      | Año  |
| ----------------------- | --------- | -------------- | ---- |
| CONCACAF Liga Campeones | Monterrey | Estados Unidos | 2011 |
| CONCACAF Liga Campeones | Monterrey | México         | 2012 |
| CONCACAF Liga Campeones | Monterrey | México         | 2013 |
| CONCACAF Liga Campeones | Monterrey | México         | 2019 |

### Distinciones individuales
| Distinción                                                  | Año  |
| ----------------------------------------------------------- | ---- |
| Balón de Oro al Mejor Defensa Central del año de la Liga MX | 2010 |